# Liero
Liero é um jogo de computador para o DOS. Foi criado pelo programador finlandês Joosa Riekkinen em 1998. O jogo é descrito frequentemente como sendo uma versão em tempo real (isto é, não baseado em turnos ou rodadas) de Worms, ou o Quake III em duas dimensões. Liero é a palavra finlandesa para minhoca.
Em Liero duas minhocas lutam entre si até a morte para acumular pontos usando uma ampla variedade de armas numa tela bidimensional. Certas partes do terreno podem ser cavadas ou destruídas por explosões. Somando-se ao armamento, cada jogador tem uma corda ninja que pode ser usada para ir mais rápido no mapa.
As modalidades de jogo podem ser deathmatch (mata-mata), game of tag (apanhada) ou "capturar a bandeira". Ele pode ser jogado por 2 jogadores humanos simultaneamente em tela dividida ou no modo de um jogador contra a IA do jogo, todavia a popularidade do jogo é originária em sua maior parte da jogabilidade humano contra humano.
A última versão do jogo foi a versão 1.33. No entanto, Liero é um projeto abandonando, e devido à sua natureza de código fechado, nenhuma versão nova surgiu. Apesar disso, e contra a vontade do autor, a comunidade dos fãs vêm distribuindo várias versões alteradas (ou contrafeitas) do jogo através da Internet, os chamados mods (modificações), ou total conversions (TCs, conversões totais).

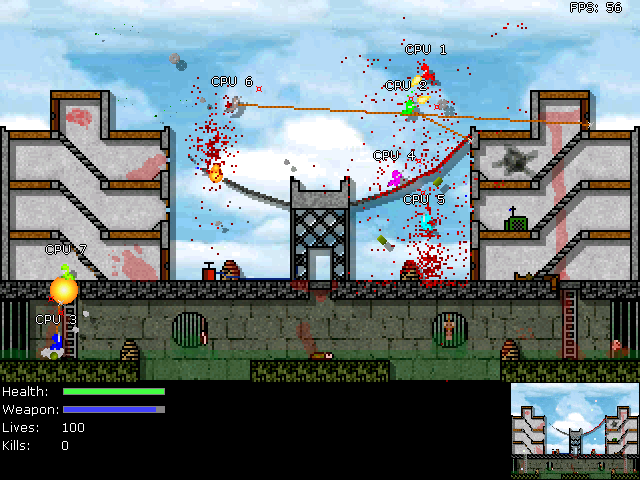
OpenLieroX, uma recriação do Liero

A comunidade dos fãs vêm crescendo desde o encerramento do projeto do Liero original, e vários clones do jogo para diferentes plataformas foram feitos, incorporando novas características, não presentes no jogo de Riekkinen.